# Year Zero
Pour la première publication de Vault 7, voir Vault 7.
Albums de Nine Inch Nails
With Teeth
(2005) "Year Zero Remixed"
(2007)
Year Zero (également connu comme Halo 24) est le cinquième album studio de Nine Inch Nails sorti le 16 avril 2007 en Europe et le 17 avril dans le reste du monde. Trent Reznor, leader de NIN, l'a produit avec l'aide du producteur Atticus Ross, le collaborateur de longue date Alan Moulder s'occupant du mixage de l'album (tous deux avaient travaillé ainsi sur le précédent album studio, With Teeth) et masterisé par Brian Gardner. Dans une interview de 2005 pour Kerrang!, Reznor exprimait son intention d'écrire le matériel pour un nouvel album pendant le With Teeth tour, ce qui fut confirmé en décembre 2006. Le mixage de Year Zero débuta en janvier 2007,, et Reznor déclara sur son blog hébergé sur le site du fan club officiel que l'album était fini le 5 février 2007.

## Promotion
Le 12 février 2007, des fans trouvèrent sur un T-shirt de la nouvelle tournée de NIN que les lettres majuscules formaient les mots « I am trying to believe (je suis en train d'essayer de croire). Il fut découvert que iamtryingtobelieve.com était un site internet, et bientôt furent découverts d'autres sites reliés par l'adresse IP, tous décrivant une contre-utopie du monde 15 années dans le futur. Plusieurs évènements reportés sur ces sites internet ont lieu pendant l'année « 0000 ».

Digit Online annonça plus tard que 42 Entertainment avait créé ces sites pour promouvoir Year Zero. Rolling Stone décrivit l'engagement des fans dans cette promotion comme une « dream team du marketing ». Toutefois, Trent Reznor déclara sur son blog du fan club officiel que :
« Le terme "marketing" est assurément frustrant pour moi actuellement. Ce que vous commencez en ce moment à vivre EST "year zero". Ce n'est pas un genre de truc pour vous faire acheter le CD - c'EST la forme d'art… et nous venons juste de commencer. J'espère que vous aimez la balade. »[réf. nécessaire].

### Clés USB
Vers le 14 février 2007, une clé USB fut trouvée dans les toilettes pendant un concert de NIN à Lisbonne au Portugal. La clé contenait un MP3 en haute-qualité de la chanson « My Violent Heart », qui circula rapidement sur internet,. Une autre clé USB contenant le même morceau fut prétendument trouvée à Madrid en Espagne.
Le 19 février, une nouvelle clé USB fut trouvée à Barcelone (Espagne), contenant deux autres fichiers audios. L'un était la chanson "Me, I'm Not"; l'autre était un MP3 de grésillements.
Le 25 février, une troisième clé USB fut découverte à Manchester en Angleterre. Elle contenait deux fichiers : la chanson « In This Twilight et une image du panneau Hollywood apparemment démoli. Cette image mena les fans sur un site appelé Hollywood in Memoriam.

### Numéros de téléphone
Le fichier MP3 de grésillements trouvé avec "Me, I'm Not", lorsqu'il est analysé avec un spectrogramme, révèle le numéro de téléphone 1-216-333-1810. En appelant ce numéro, on peut écouter une conversation téléphonique qui est décrite d'un point de vue différent sur U.S. Wiretap.com.
Également, un T-shirt de la tournée contenait en lettres capitales un autre numéro : 1-310-295-1040. Appeler ce numéro vous permet de découvrir un extrait du single « Survivalism ».

### La Présence
Les quelques dernières secondes du fichier « My Violent Heart trouvé sur la clé USB sont des grésillements ; l'analyse au spectrogramme révèle une image ressemblant à un bras descendant du ciel. Ce bras est connu comme « La Présence ». La Présence est depuis un élément récurrent dans les supports entourant l'album, en particulier dans le trailer et la pochette de l'album.
Par exemple, "La Présence" est repérable dans la vidéo tournée pour « Survivalism ». Vers le milieu de cette vidéo, on voit un homme assis devant un ordinateur portable ; des photographies sont fixées sur le mur en arrière-plan. « La Présence » est visible sur la photo dans le coin gauche du haut de l'écran dans lequel on voit l'homme.

### Radio
La chanson « The Beginning of the End » fut jouée sur KROQ entre 1h et 2h du matin le 3 mars 2007. Bien que la piste ne fut pas officiellement « leakée », un enregistrement du passage radio commença à circuler sur internet peu après.

### Diffusion
Le 4 avril 2007, la première version pirate complète et en haute-qualité de l'album fut disponible sur internet. Le même jour, probablement en réaction à cette fuite, le site officiel donne accès à un lecteur permettant l'écoute illimitée, gratuite, et en haute-qualité de l'album.

## Thèmes
Dans une interview pour Kerrang!, Reznor déclara que Year Zero était un concept album, bien que ne détaillant pas le concept lui-même, en disant que :
"J'essaie de ne pas donner trop de détails à ce propos, mais je vous dirai que c'est un concept album, une partie d'une chose bien plus grosse sur laquelle je travaille. Essentiellement, j'ai écrit la bande son d'un film qui n'existe pas."
Le blog de Reznor indiqua en 2006 que l'album "pourrait être sur la fin du monde" et remarqua un "changement de direction" dans ce qui "ne sonne pas comme With Teeth." Cette année le merchandising de NIN en tournée contenait des références aux forces armées des États-Unis, qui "reflétait les directions futures" selon Reznor.
Quinze pistes étaient prévues pour l'album, que Reznor décrivait comme "Hautement conceptuel. Plutôt bruyant. Putainement cool." Il écrivit plus loin qu'il avait fini le nouvel album, qu'il allait devoir "mener une bataille avec les gens dont le travail est de vendre le CD. La seule fois où ça n'est pas arrivé, c'était [pour] With Teeth. Cette fois, néanmoins, [il] s'attendait à une lutte épique. [Year Zero] n'est pas vraiment un CD gentillet et il ne sonne certainement pas comme quoi que ce soit qui existe actuellement,." Reznor a exprimé son manque de satisfaction concernant la musique rock actuelle, en particulier l'Emo,.
Year Zero (Année Zéro) peut renvoyer à une notion politique. Le dictateur Cambodgien Pol Pot l'utilisait pour exprimer sa vision d'une société agraire où toute personne éduquée était tuée pour égaliser la société. 
Le film de 1962 Panic in the Year Zero est une source d'inspiration potentielle pour l'album, puisque les personnages y prennent des mesures de survivalisme pour échapper à la guerre.
L'année zéro (1/1/0000 B.A. -Born Again/Renaissance-) est équivalent à l'année 2022 apr. J.-C.

## Son
Dans Rolling Stone, Trent Reznor déclara qu'"une grande inspiration [pour le son de l'album] serait les premiers CD de Public Enemy - comme un collage de sons", et également que l'équipe de production de Hank Shocklee, The Bomb Squad était une source d'inspiration, spécialement sa construction innovante de couches de samples et de boucles. Toutefois, il est clair que le CD n'est pas un album de hip-hop,,. Il fut aussi dit que Year Zero n'est "pas heavy dans aucun sens du genre heavy metal."
Spin a décrit l'album comme "un Trent [Reznor] plus compact, plus immédiat... probablement le Nine Inch Nails le plus minimaliste qui soit. Par contre, Trent s'est complètement lâché dans les paroles. C'est un véritable discours sur l'état de l'union enveloppé dans un concept d'album de science-fiction à propos d'un gouvernement totalitaire dans un futur pas si éloigné."

## Liste des chansons
Le mini-site de Year Zero ne contenait au début que des boîtes qui correspondaient aux lettres des vrais titres des chansons. Presque quotidiennement, l'image sur le site était mise à jour pour "remplir les blancs", révélant les titres un à un. Ceci se déroula jusqu'au 12 février 2007, lorsque la liste complète apparut :
Toutes les chansons sont écrites et composées par Trent Reznor.
| 1.    | Hyperpower!                  | 1:42 |
| 2.    | The Beginning of the End     | 2:47 |
| 3.    | Survivalism                  | 4:23 |
| 4.    | The Good Soldier             | 4:23 |
| 5.    | Vessel                       | 4:52 |
| 6.    | Me, I'm Not                  | 4:51 |
| 7.    | Capital G                    | 3:50 |
| 8.    | My Violent Heart             | 4:17 |
| 9.    | The Warning                  | 3:38 |
| 10.   | God Given                    | 3:50 |
| 11.   | Meet Your Master             | 4:08 |
| 12.   | The Greater Good             | 4:52 |
| 13.   | The Great Destroyer          | 3:17 |
| 14.   | Another Version of the Truth | 4:09 |
| 15.   | In This Twilight             | 3:33 |
| 16.   | Zero-Sum                     | 6:14 |
| 63:42 |                              |      |

Au-dessous de cette liste sur le mini-site sont présents quelques liens vers des images cachées de l'enregistrement et du mixage de l'album.

## Single «Survivalism»
Le 31 janvier 2007, Blabbermouth.net annonça que Nine Inch Nails commencerait le tournage du clip pour son premier single, « Survivalism », le 5 février 2007 autour de Los Angeles. 102.1 the edge à Toronto commença à diffuser le single en Amérique du Nord le 15 février 2007, alors que KROQ commença le jour suivant. Peu après que KROQ diffusa la chanson aux États-Unis, beaucoup d'autres radios suivirent. Nine Inch Nails joua le titre en live pour la première fois le 19 février 2007 à Barcelone en Espagne.[citation nécessaire]
Le 7 mars 2007, le clip du single fut donné sur des clés USB lors d'un concert à Londres.

## Teaser
Le 12 février 2007, un teaser fut posté sur le site de Year Zero, contenant un rapide aperçu d'un panneau routier bleu sur lequel est écrit "I AM TRYING TO BELIEVE", ainsi qu'un aperçu de "La Présence". Également, une image de la vidéo dirige vers l'URL http://yearzero.nin.com/0024, qui montre une image avec un nom de fichier qui suggère qu'il s'agit de la couverture de l'album (yearzero_cover.jpg).

## L'album de remix: Year Zero Remixed / Y34RZ3R0R3M1X3
Un album de remixes - Year Zero Remixed ou Y34RZ3R0R3M1X3 - semblable à ce qu'avait put être Further Down the Spiral pour The Downward Spiral ou Things Falling Apart pour The Fragile est sorti le 20 novembre 2007. La pochette de ce disque a été dévoilée le 15 août 2007 sur la page d'accueil de nin.com.

## Personnes ayant travaillé sur l'album
- Trent Reznor - production, interprétation
- Atticus Ross - production, conception sonique[9]
- Alan Moulder - mixage[9]
- Josh Freese - batterie ("HYPERPOWER!", "Capital G")[5]
- Saul Williams - voix additionnelles sur "Survivalism", "Me, I'm Not[34]"

## Classements hebdomadaires

### Album
| Classement (2007)                  | Meilleure place |
| ---------------------------------- | --------------- |
| Allemagne (Media Control AG)       | 6               |
| Australie (ARIA)                   | 5               |
| Autriche (Ö3 Austria Top 40)       | 4               |
| Belgique (Flandre Ultratop)        | 14              |
| Belgique (Wallonie Ultratop)       | 27              |
| Canada (Canadian Albums Chart)     | 3               |
| Danemark (Tracklisten)             | 24              |
| Écosse (OCC)                       | 7               |
| Espagne (Promusicae)               | 32              |
| États-Unis (Billboard 200)         | 2               |
| États-Unis (Top Rock Albums)       | 1               |
| Finlande (Suomen virallinen lista) | 5               |
| France (SNEP)                      | 17              |
| Italie (FIMI)                      | 18              |
| Norvège (VG-lista)                 | 8               |
| Nouvelle-Zélande (RIANZ)           | 20              |
| Pays-Bas (Mega Album Top 100)      | 25              |
| Portugal (AFP)                     | 20              |
| Royaume-Uni (UK Albums Chart)      | 6               |
| Royaume-Uni (Rock & Metal Albums)  | 1               |
| Suède (Sverigetopplistan)          | 7               |
| Suisse (Schweizer Hitparade)       | 13              |

### Singles
| Année | Single      | Chart                  | Position |
| ----- | ----------- | ---------------------- | -------- |
| 2007  | Survivalism | Modern Rock Tracks     | 1        |
| 2007  | Survivalism | Mainstream Rock Tracks | 14       |